# Brownleea maculata
Brownleea maculata é uma espécie de orquídea terrestre, ocasionalmente epífita, cujo gênero é proximamente relacionado às Disa.  Esta espécie é originária do Malawi, Zimbabue e Moçambique, onde habita florestas tropicais.